# Huh Jung-moo
Huh Jung-moo (Jindo (Jeollanam-do), 13 januari 1955), is een voormalig Koreaans voetballer en is tegenwoordig voetbaltrainer.
Huh kwam in augustus 1980 naar PSV. Hij speelde 77 wedstrijden voor PSV waarin hij 11 keer scoorde. Huh kwam over van Korea Electric FC. Na drie jaar keert Huh terug naar Zuid- Korea, naar Hyundai Horangi. Hij was de eerste Koreaanse voetballer in Nederland. Bij PSV zou hij vele jaren later gevolgd worden door Ji-sung Park en Young-pyo Lee.
Sinds december 2007 is hij coach van het Koreaans elftal, een functie die hij al twee keer eerder had. Tevens is hij coach geweest van Pohang Steelers en Chunnam Dragons.